# Хлорофиллум свинцовошлаковый
Хлорофи́ллум свинцовошла́ковый (лат. Chlorophyllum molybdites) — вид грибов из семейства Шампиньоновые (Agaricaceae).

## Таксономия
Вид впервые описан американским ботаником Георгом Мейером в 1818 году в книге Primitiae Florae Essequeboensis как Agaricus molybdites. В 1898 году английский миколог Джордж Мэсси перевёл его в род Chlorophyllum.

### Синонимы
- Agaricus congolensis Beeli, 1928
- Agaricus guadelupensis Pat., 1899
- Agaricus molybdites G. Mey., 1818
- Annularia camporum Speg., 1898
- Chlorophyllum esculentum Massee, 1898
- Chlorophyllum molybdites var. congolense (Beeli) Heinem., 1967
- Chlorophyllum molybdites var. luteolosperma Singer, 1946
- Chlorophyllum molybdites var. marginatus (A.H. Sm.) D.A. Reid & Eicker, 1991
- Chlorophyllum morganii (Peck) Massee, 1898
- Lepiota camporum (Speg.) Speg., 1926
- Lepiota molybdites (G. Mey.) Sacc., 1887
- Lepiota molybdites var. marginata A.H. Sm., 1949
- Lepiota morganii Peck, 1887
- Lepiota ochrospora Cooke & Massee, 1893
- Leucocoprinus molybdites (G. Mey.) Pat., 1899
- Macrolepiota molybdites (G. Mey.) G. Moreno, Bañares & Heykoop, 1995
- Mastocephalus molybdites (G. Mey.) Kuntze, 1891
- Mastocephalus morganii (Peck) Kuntze, 1891

## Описание
- Шляпка 7—30 см в диаметре, в молодом возрасте шаровидной, затем колокольчатой и почти плоской формы, часто с широким бугорком в центре, сухая, белого цвета, покрытая розово-коричневыми или коричными, сначала крупными, затем чешуевидными, остатками покрывала.
- Мякоть мягкая, белого цвета, на воздухе цвет не меняет, реже приобретает красноватый оттенок, без особого вкуса и запаха.
- Гименофор пластинчатый, пластинки свободные от ножки, часто расположенные, окрашены в белый цвет, с возрастом становятся оливково-зелёными или серо-зелёными, при повреждении желтеют или коричневеют.
- Ножка 10—26 см длиной и 1—3 см толщиной, почти ровная или сужающаяся кверху, гладкая, белого цвета, при повреждении коричневеет. Кольцо располагается в верхней части ножки, часто подвижная, белого цвета, с возрастом коричневеет.
- Споровый порошок зелёного или серо-зелёного цвета. Споры 9—13×6—9 мкм, яйцевидной или эллиптической формы, гладкие, с порой прорастания, гиалиновые, декстриноидные.
- Гриб ядовит, внешне напоминает некоторые съедобные виды (например, гриб-зонтик пёстрый (Macrolepiota procera)).

## Ареал и экология
Встречается одиночно, небольшими группами или «ведьмиными кольцами», в садах, на лугах, полях. Известен из Америки, Евразии и Африки. Занесён в Австралию.

## Сходные виды
- Chlorophyllum rhacodes (Vittad.) Vellinga, 2002